# Городище (пам'ятка природи, Іванківський район)

Городи́ще — комплексна пам'ятка природи місцевого значення в Україні. Розташвана в межах зони відчуження ЧАЕС, ДСВКЛП «Чорнобильліс», Старошепелицьке лісове відділення, квартал 80, виділи 23, 30, 31; квартал 90, виділ 5.
Площа 8,3 га. Статус присвоєно згідно з рішенням виконкому Київської обласної ради народних депутатів № 574 від 19 серпня 1968 року. Землекористувачем є ДСВКЛП «Чорнобильліс».
Статус присвоєно для збереження городища древніх слов'ян, що обнесене земляним валом. На місці поселення є густі зарості трав'яної рослинності зі звіробою, папороті орляка та осок. Згідно з таксаційними даними матеріалів лісовпорядкування 1996 року площа пам'ятки природи «Городище» була збільшена на 3,3 га і тепер становить 8,3 га.